# حساي (المهرة)

تعديل مصدري - تعديل

حساي هي إحدى قرى مديرية المسيلة التابعة لمحافظة المهرة، بلغ تعداد سكانها 1054 نسمة حسب تعداد اليمن لعام 2004.